# Béryl
Pour les articles homonymes, voir Béryl (homonymie).
Le béryl est une espèce minérale du groupe des silicates, sous-groupe des cyclosilicates, de formule Be3Al2Si6O18, avec des traces de Fe, Mn, Mg, Ca, Cr, Na, Li, K, Rb, Cs, O, H et OH. Certains cristaux peuvent atteindre 18 m et peser 180 t.

## Historique de la description et appellations

### Inventeur et étymologie
Son nom vient du latin beryllus, lui-même du grec βήρυλλος (bếrullos), « cristal de la couleur de l’eau de mer ». Il est cité pour la première fois par Pline dans son Histoire naturelle en 77 apr. J.-C. Il est également cité dans l'Apocalypse de Jean : « Les pierres fondamentales du mur de la ville sont ornées de toutes sortes de pierres précieuses [et] la huitième base est du béryl. »

### Synonymes
- béril
- bérylite
- béryllite

## Caractéristiques physico-chimiques

### Critères de détermination
Le béryl est facilement reconnu par sa morphologie hexagonale et ses faces prismatiques. En fait, la morphologie du béryl consiste en des prismes {1010} et {1120}, terminés par le pinacoïde {0001}, et de très nombreuses bipyramides {1011} et {1122}. Les cristaux sont allongés suivant l’axe z. D'éclat vitreux et mat, le béryl présente plusieurs couleurs variées. Soumis à un rayonnement ultraviolet, il est fluorescent et luminescent. Il peut être transparent ou opaque. Son trait est blanc, sa fracture conchoïdale.
Le béryl est soluble dans l'acide chlorhydrique sous pression et dans l'acide fluorhydrique. Les variétés transparentes chauffées brutalement deviennent blanc laiteux, les émeraudes donnent une perle vert clair.

### Variétés et mélanges

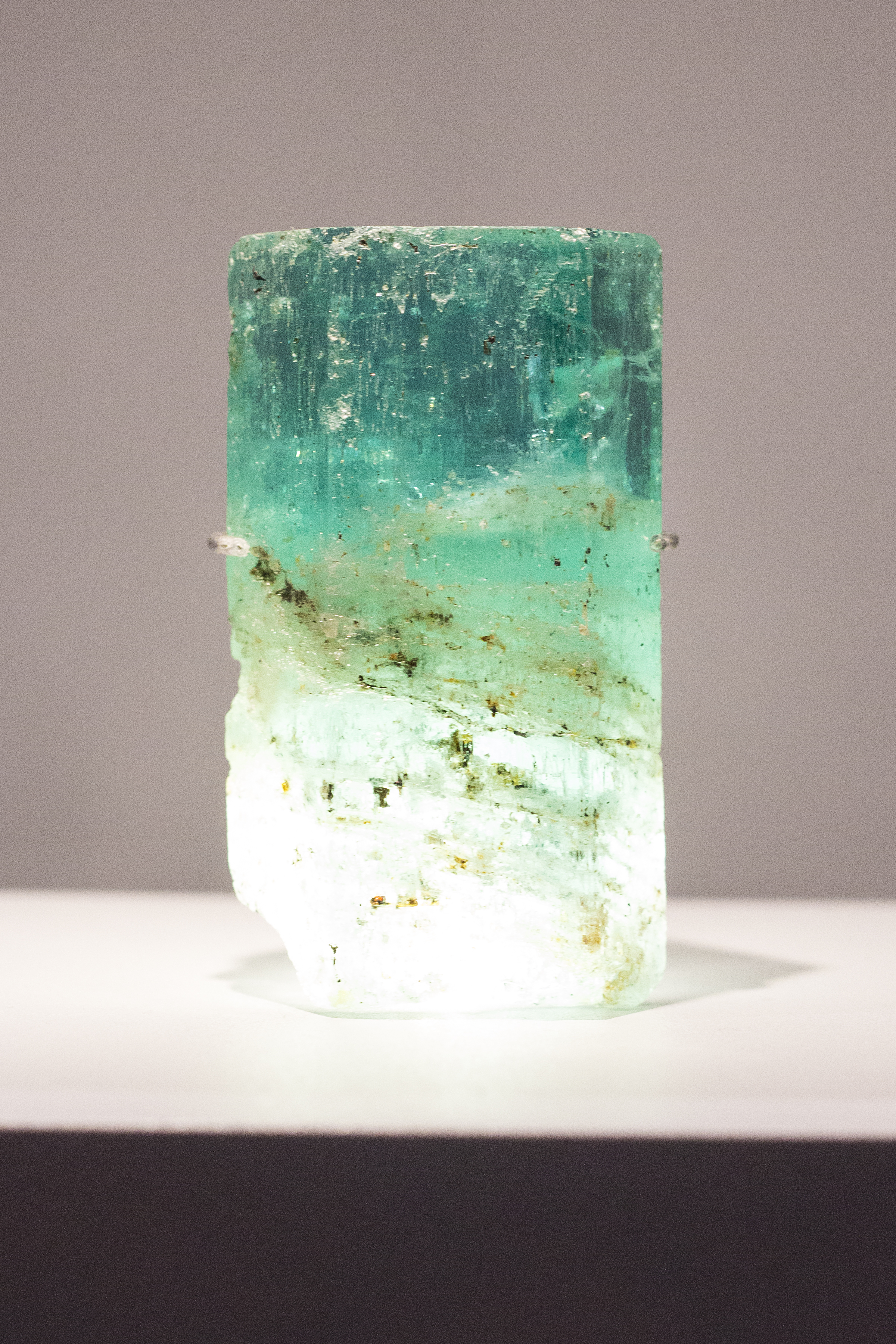
Béryl aigue-marine émeraude de la collection du Muséum d'histoire naturelle de Paris. Provenance : Madagascar.

Les variétés transparentes sont utilisées comme pierres précieuses en joaillerie et sont :
- l'aigue-marine, bleue et vert-bleu ;
- l'émeraude, verte à cause de la présence de chrome ;
- l'héliodore, doré ou jaune à cause de la présence de fer ;
- la morganite, rose à orange, contenant lithium et césium ;
- la goshénite, incolore ;
- le béryl rouge (bixbite), rouge groseille soutenu, riche en manganèse.

### Cristallochimie
D'après la classification de Dana, le béryl sert de chef de file à un groupe de minéraux isostructuraux, le groupe du béryl (61.01.01) : il fait partie des cyclosilicates composés d'anneaux à six membres (61), dont les anneaux de formule Si6O18 peuvent contenir des groupes hydroxyles OH et des atomes d'aluminium en substitution du silicium (61.01). Selon la classification de Strunz, le béryl fait partie du groupe 9.CJ.05 : il s'agit d'un silicate (IX), plus précisément d'un cyclosilicate (9.C) contenant des anneaux à six membres Si6O18 (9.CJ). Ces deux groupes, selon les deux classifications différentes, contiennent les mêmes minéraux.
| Minéral     | Formule                                | Groupe ponctuel | Groupe d'espace |
| ----------- | -------------------------------------- | --------------- | --------------- |
| Bazzite     | Be3(Sc,Al)2Si6O18                      | 6/mmm           | P6/mcc          |
| Béryl       | Be3Al2Si6O18                           | 6/mmm           | P6/mcc          |
| Indialite   | Mg2Al4Si5O18                           | 6/mmm           | P6/mcc          |
| Pezzottaïte | Cs(Be2Li)Al2Si6O18                     | 3m              | R3c             |
| Stoppaniite | (Fe,Al,Mg)4(Na,[])2[Be6Si12O36]·2(H2O) | 6/mmm           | P6/mcc          |

Dans les béryls alcalins, le lithium peut se substituer à l'aluminium en position octaédrique et l'aluminium peut se substituer en partie au béryllium en position tétraédrique. L’équilibre électrique de la structure est réalisé par introduction d'ions sodium ou césium dans les canaux de la structure.
Sur la base du contenu d’alcalins, les béryls sont classés en :
- béryl sans alcalins : alcalins totaux inférieurs à 1 % ;
- béryl pauvre en alcalins, potassique ou sodico-potassique : le potassium prédomine, sa teneur étant comprise entre 0,5 et 1 % ;
- béryl sodique : le sodium prédomine, sa teneur étant comprise entre 0,5 et 1 % ;
- béryl sodico-lithifère : sodium entre 0 et 2 %, lithium inférieur à 6 % ;
- béryl cesio-lithifère : haute teneur en sodium et lithium, césium supérieur à 5 %.

Il est possible que de l'eau de nature zéolithique se trouve également dans les canaux, ainsi que des gaz comme CO2, Ar et Ne.

### Cristallographie

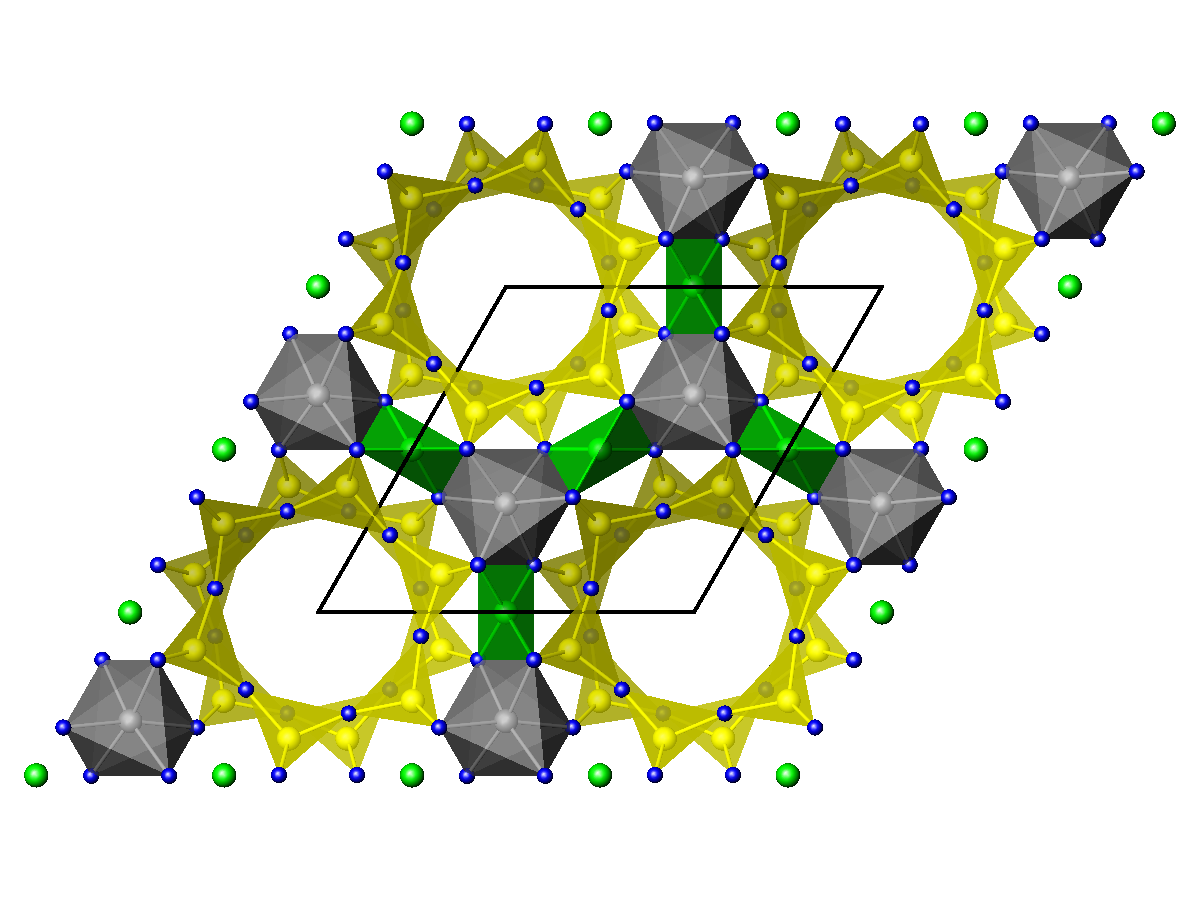
Structure du béryl, projetée dans le plan (a, b). Vert : Be, jaune : Si, gris : Al, bleu : O. La maille conventionnelle est représentée par le parallélogramme noir.

Le béryl cristallise dans le groupe d'espace hexagonal P6/mcc (Z = 2 unités formulaires par maille), avec les paramètres de maille {\displaystyle a} = 9,203 Å et {\displaystyle c} = 9,172 Å (V = 672,75 Å3, masse volumique calculée = 2,65 g/cm3).
La structure du béryl est composée d'anneaux Si6O18 qui possèdent un plan de symétrie perpendiculaire à l'axe principal, passant par les atomes de silicium. Ces anneaux forment des colonnes parallèles à l'axe principal et sont reliés entre eux par des anneaux de quatre tétraèdres centrés sur le béryllium. L'aluminium occupe enfin des sites octaédriques. La topologie du béryl est donc celle d’un tectosilicate (classification de Zoltai) et seule la distinction chimique entre tétraèdres centrés sur le silicium et ceux centrés sur le béryllium permet de classer ce minéral parmi les cyclosilicates (classification de Machatski-Bragg).

### Propriétés chimiques
Le béryl s'altère difficilement en kaolinite Al2Si2O5(OH)4, en bertrandite Be4(OH)2[Si2O7], en phénacite Be2SiO4, en l'amphiboloïde épidydimite Na(OHBeSi3O7) et en cyclosilicate milarite
K2Ca4Al2Be4Si24O60·(H2O).

## Gîtes et gisements

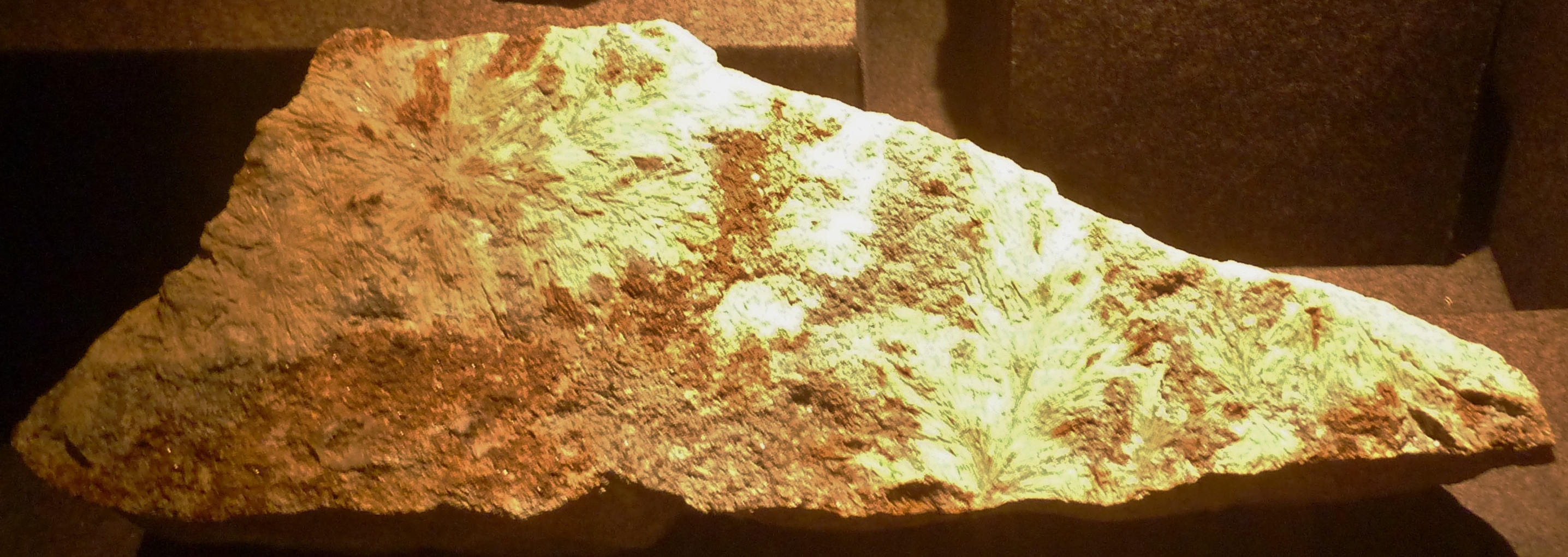
Béryl trouvé à Coray (Maison des minéraux de Crozon)

### Gîtologie et minéraux associés
Le béryl est un minéral des pegmatites granitiques. De taille variable, parfois très grande, il se forme à la fin de la cristallisation des massifs granitiques, lorsque le magma restant s'est enrichi en eau et en éléments rares par rapport au magma de départ. Les éléments minéralisateurs (fluor, bore) favorisent le développement de grands cristaux. Dans de telles pegmatites, le béryl peut être associé à la topaze, la tourmaline, la muscovite et la lépidolite, à de gros cristaux de feldspaths et de quartz, au spodumène et à de nombreux oxydes de titane, tantale, etc. (rutile, columbite, etc.). La synthèse hydrothermale des béryls à partir d'un mélange de silice, alumine et carbonate de béryllium peut se réaliser entre 400 °C et 850 °C sous des pressions de 400 à 2 000 bars.
Le béryl peut également apparaître dans quelques syénites néphéliniques, syénites et marbres. La variété émeraude a une paragenèse métamorphique (schiste à biotite).

### Gisements producteurs de spécimens remarquables
Les béryls les plus remarquables proviennent de Colombie (émeraude), du Brésil (aigue-marine, héliodore et émeraude), du Pakistan (aigue-marine) et de Russie (héliodore).
La Nouvelle-Angleterre (États-Unis) possède de nombreux gisements ; la Caroline du Nord (États-Unis) est également une source de béryl ordinaire.
En France, le béryl a été signalé à La Villeder (Morbihan), vers Alençon (Orne), dans la Loire-Atlantique (Orvault), près de Bagnères-de-Luchon (Haute-Garonne), aux environs de Bessines (Haute-Vienne) et d'Autun (Saône-et-Loire).

## Exploitation des gisements
- Le béryl est la source primaire de béryllium. Le béryllium, métal de très faible densité, est utilisé en alliages, avec le cuivre en particulier ; il est également utile comme réflecteur neutronique dans la production d'énergie nucléaire et, du fait de sa très faible absorption des rayons X, pour la réalisation des fenêtres de sortie des tubes à rayons X.
- Les cristaux gemmes sont taillés.